# Olympische Sommerspiele 2020/Teilnehmer (Kirgisistan)
| Gelbes Symbol für Goldmedaillen mit stilisierten Olympischen Ringen | Graues Symbol für Silbermedaillen mit stilisierten Olympischen Ringen | Braundes Symbol für Bronzemedaillen mit stilisierten Olympischen Ringen |
| ------------------------------------------------------------------- | --------------------------------------------------------------------- | ----------------------------------------------------------------------- |
| —                                                                   | 2                                                                     | 1                                                                       |

Kirgisistan nahm an den Olympischen Spielen 2020 in Tokio mit 16 Sportlern in sieben Sportarten teil. Es war die insgesamt siebte Teilnahme an Olympischen Sommerspielen.

## Teilnehmer nach Sportarten

### Fechten
| Athleten     | Wettbewerb   | 1. Runde | 1. Runde | 2. Runde  | 2. Runde | Achtelfinale  | Achtelfinale  | Viertelfinale | Viertelfinale | Halbfinale / Klassifikation | Halbfinale / Klassifikation | Finale / Platzierung | Finale / Platzierung | Rang  |
| Athleten     | Wettbewerb   | Gegner   | Erg.     | Gegner    | Erg.     | Gegner        | Erg.          | Gegner        | Erg.          | Gegner                      | Erg.                        | Gegner               | Erg.                 | Rang  |
| ------------ | ------------ | -------- | -------- | --------- | -------- | ------------- | ------------- | ------------- | ------------- | --------------------------- | --------------------------- | -------------------- | -------------------- | ----- |
| Männer       |              |          |          |           |          |               |               |               |               |                             |                             |                      |                      |       |
| Roman Petrov | Degen Einzel | S.-g. Ma | 15:7     | M. Yamada | 13:15    | ausgeschieden | ausgeschieden | ausgeschieden | ausgeschieden | ausgeschieden               | ausgeschieden               | ausgeschieden        | ausgeschieden        | 17–32 |

### Gewichtheben
| Athleten              | Wettbewerb                    | Reißen  | Reißen | Stoßen  | Stoßen | Zweikampf | Zweikampf | Rang |
| Athleten              | Wettbewerb                    | Gewicht | Rang   | Gewicht | Rang   | Gewicht   | Rang      | Rang |
| --------------------- | ----------------------------- | ------- | ------ | ------- | ------ | --------- | --------- | ---- |
| Männer                |                               |         |        |         |        |           |           |      |
| Bekdoloot Rassulbekow | Mittelschwergewicht bis 96 kg | 166 kg  | 8      | 208 kg  | 5      | 374 kg    | 6         | 6    |

### Judo
| Athleten        | Wettbewerb | 1. Runde | 1. Runde | 2. Runde    | 2. Runde | Achtelfinale  | Achtelfinale  | Viertelfinale | Viertelfinale | Halbfinale / Trostrunde | Halbfinale / Trostrunde | Finale / Platz 3 | Finale / Platz 3 | Rang |
| Athleten        | Wettbewerb | Gegner   | Ergebnis | Gegner      | Ergebnis | Gegner        | Ergebnis      | Gegner        | Ergebnis      | Gegner                  | Ergebnis                | Gegner           | Ergebnis         | Rang |
| --------------- | ---------- | -------- | -------- | ----------- | -------- | ------------- | ------------- | ------------- | ------------- | ----------------------- | ----------------------- | ---------------- | ---------------- | ---- |
| Männer          |            |          |          |             |          |               |               |               |               |                         |                         |                  |                  |      |
| Vladimir Zoloev | bis 81 kg  | Freilos  | Freilos  | A. Chubezow | 0s3:10s1 | ausgeschieden | ausgeschieden | ausgeschieden | ausgeschieden | ausgeschieden           | ausgeschieden           | ausgeschieden    | ausgeschieden    | 17   |

### Leichtathletik
Laufen und Gehen 
| Athleten                | Wettbewerb | Runde 1      | Runde 1 | Halbfinale | Halbfinale | Finale        | Finale        | Rang |
| Athleten                | Wettbewerb | Zeit         | Rang    | Zeit       | Rang       | Zeit          | Rang          | Rang |
| ----------------------- | ---------- | ------------ | ------- | ---------- | ---------- | ------------- | ------------- | ---- |
| Frauen                  |            |              |         |            |            |               |               |      |
| Darja Maslowa           | Marathon   | —            | —       | —          | —          | 2:35:35 h     | 36            | 36   |
| Männer                  |            |              |         |            |            |               |               |      |
| Nursultan Kengeschbekow | 5000 m     | 14:07,79 min | 35      | —          | —          | ausgeschieden | ausgeschieden | 35   |

### Ringen

#### Freier Stil
Legende: G = Gewonnen, V = Verloren, S = Schultersieg
| Athleten               | Wettbewerb        | Achtelfinale  | Achtelfinale | Viertelfinale | Viertelfinale | Halbfinale    | Halbfinale    | Hoffnungsrunde Halbfinale | Hoffnungsrunde Halbfinale | Hoffnungsrunde Finale | Hoffnungsrunde Finale | Finale        | Finale        | Rang   |
| Athleten               | Wettbewerb        | Gegner        | Ergebnis     | Gegner        | Ergebnis      | Gegner        | Ergebnis      | Gegner                    | Ergebnis                  | Gegner                | Ergebnis              | Gegner        | Ergebnis      | Rang   |
| ---------------------- | ----------------- | ------------- | ------------ | ------------- | ------------- | ------------- | ------------- | ------------------------- | ------------------------- | --------------------- | --------------------- | ------------- | ------------- | ------ |
| Frauen                 |                   |               |              |               |               |               |               |                           |                           |                       |                       |               |               |        |
| Aissuluu Tynybekowa    | Klasse bis 62 kg  | A. Grigorjeva | G 8:0        | K. Incze      | G 6S:0        | I. Koljadenko | G 10:0        | —                         | —                         | —                     | —                     | Y. Kawai      | G 4:3         | Silber |
| Meerim Dschumanasarowa | Klasse bis 68 kg  | M. Christowa  | G 7:5        | B. Oborududu  | V 2:3         | ausgeschieden | ausgeschieden | E. Manolowa               | G 4:1                     | Sorondsonboldyn B.    | G 10:1                | ausgeschieden | ausgeschieden | Bronze |
| Ajperi Medet Kyzy      | Klasse bis 76 kg  | E. Sysdykowa  | G 8:1        | N. Worobjowa  | G 12:0        | A. Gray       | V 2:3         | —                         | —                         | Y. Adar               | V 0:4S                | ausgeschieden | ausgeschieden | 5      |
| Männer                 |                   |               |              |               |               |               |               |                           |                           |                       |                       |               |               |        |
| Ernazar Akmataliev     | Klasse bis 65 kg  | Bajrang       | V 3:3        | ausgeschieden | ausgeschieden | ausgeschieden | ausgeschieden | ausgeschieden             | ausgeschieden             | ausgeschieden         | ausgeschieden         | ausgeschieden | ausgeschieden | 12     |
| Ajaal Lasarew          | Klasse bis 125 kg | G. Steveson   | V 0:10       | ausgeschieden | ausgeschieden | ausgeschieden | ausgeschieden | T. Akgül                  | V 0:4                     | ausgeschieden         | ausgeschieden         | ausgeschieden | ausgeschieden | 16     |

#### Griechisch-römischer Stil
Legende: G = Gewonnen, V = Verloren, S = Schultersieg
| Athleten                  | Wettbewerb       | Achtelfinale  | Achtelfinale | Viertelfinale | Viertelfinale | Halbfinale    | Halbfinale    | Hoffnungsrunde Halbfinale | Hoffnungsrunde Halbfinale | Hoffnungsrunde Finale | Hoffnungsrunde Finale | Finale        | Finale        | Rang   |
| Athleten                  | Wettbewerb       | Gegner        | Ergebnis     | Gegner        | Ergebnis      | Gegner        | Ergebnis      | Gegner                    | Ergebnis                  | Gegner                | Ergebnis              | Gegner        | Ergebnis      | Rang   |
| ------------------------- | ---------------- | ------------- | ------------ | ------------- | ------------- | ------------- | ------------- | ------------------------- | ------------------------- | --------------------- | --------------------- | ------------- | ------------- | ------ |
| Männer                    |                  |               |              |               |               |               |               |                           |                           |                       |                       |               |               |        |
| Scholaman Scharschenbekow | Klasse bis 60 kg | M. Ainagulow  | G 8:0        | V. Ciobanu    | V 0:9         | ausgeschieden | ausgeschieden | ausgeschieden             | ausgeschieden             | ausgeschieden         | ausgeschieden         | ausgeschieden | ausgeschieden | 7      |
| Akdschol Machmudow        | Klasse bis 77 kg | L. Maafi      | G 11:0       | R. Hüseynov   | G 9:1         | K. Tschaljan  | G 6:2         | —                         | —                         | —                     | —                     | T. Lörincz    | V 1:2         | Silber |
| Atabek Azisbekov          | Klasse bis 87 kg | V. Lőrincz    | V 1:6        | ausgeschieden | ausgeschieden | ausgeschieden | ausgeschieden | D. Kudla                  | V 2:10                    | ausgeschieden         | ausgeschieden         | ausgeschieden | ausgeschieden | 10     |
| Üsür Dschussupbekow       | Klasse bis 97 kg | A. Aleksanjan | V 1:4        | ausgeschieden | ausgeschieden | ausgeschieden | ausgeschieden | A. Savolainen             | V 1:4                     | ausgeschieden         | ausgeschieden         | ausgeschieden | ausgeschieden | 10     |

### Schießen
| Athleten                 | Wettbewerb      | Qualifikation   | Qualifikation | Finale          | Finale        | Rang |
| Athleten                 | Wettbewerb      | Ringe/ Scheiben | Rang          | Ringe/ Scheiben | Rang          | Rang |
| ------------------------ | --------------- | --------------- | ------------- | --------------- | ------------- | ---- |
| Frauen                   |                 |                 |               |                 |               |      |
| Kanykei Kubanytschbekowa | 10 m Luftgewehr | 612,8           | 48            | ausgeschieden   | ausgeschieden | 48   |

### Schwimmen
| Athleten        | Wettbewerb  | Vorlauf     | Vorlauf | Halbfinale    | Halbfinale    | Finale        | Finale        | Rang |
| Athleten        | Wettbewerb  | Zeit        | Rang    | Zeit          | Rang          | Zeit          | Rang          | Rang |
| --------------- | ----------- | ----------- | ------- | ------------- | ------------- | ------------- | ------------- | ---- |
| Männer          |             |             |         |               |               |               |               |      |
| Denis Petrashov | 100 m Brust | 1:00,23 min | 27      | ausgeschieden | ausgeschieden | ausgeschieden | ausgeschieden | 27   |
| Denis Petrashov | 200 m Brust | 2:10,07 min | 18      | ausgeschieden | ausgeschieden | ausgeschieden | ausgeschieden | 18   |